# Слаговищи (разъезд)
Слаговищи — разъезд в Козельском районе Калужской области. Входит в состав Сельского поселения «Село Березичский стеклозавод».
Расположено примерно в 1 км к востоку от села Березичский Стеклозавод.

## Население
На 2010 год население составляло 41 человек.

## История
В годы Великой Отечественной войны, с 21 апреля 1943 года, на железнодорожном участке Белёв — Слаговищи защищал Родину от врагов 31-й отдельный дивизион бронепоездов 61-й армии РККА.